# Parmaturus macmillani
Espèce
Répartition géographique
Statut de conservation UICN

 DD  : Données insuffisantes
Parmaturus macmillani est une espèce de requins du Nord de la Nouvelle-Zélande et du Sud de Madagascar.

## Référence
- Hardy, 1985 : A new species of catshark in the genus Parmaturus Garman (Scyliorhinidae), from New Zealand. New Zealand Journal of Zoology 12-1 p. 119-124.